# Garry Ringrose
Garry Ringrose (* 26. Januar 1995 in Dublin) ist ein irischer Rugby-Union-Spieler. Er spielt auf der Position des Innendreiviertels für das irische Team Leinster Rugby und die irische Nationalmannschaft. Zu seinen Erfolgen gehören vier Meistertitel und ein Europapokalsieg mit Leinster sowie zwei Turniersiege mit Irland bei den Six Nations (jeweils mit Grand Slam).

## Biografie

### Vereinskarriere
Ringrose besuchte das Blackrock College und spielte für die Schulmannschaft zunächst als Gedrängehalb. Sein großes Talent wurde aber erst offenbar, als er nach einigen Jahren auf die Position des Innendreiviertels wechselte. 2013 gewann er mit Blackrock die Schulmeisterschaft der Provinz Leinster. Später spielte er auch für die Amateurmannschaft University College Dublin RFC in der All-Ireland League. Sein Profidebüt für das Team Leinster Rugby gab er am 12. September 2015 beim 23:15-Sieg gegen die Cardiff Blues. Seinen ersten Versuch auf Profistufe erzielte er drei Wochen später gegen die Newport Gwent Dragons. Am Ende der Saison stand er im Meisterschaftsfinale in der Startformation, doch sein Team unterlag Connacht Rugby mit 10:20. Ringrose gehörte in der Saison 2017/18 sowohl im Meisterschaftsfinale als auch im Finale des European Rugby Champions Cup 2017/18 der Startformation an, wobei Leinster beide Wettbewerbe für sich entscheiden konnte. In der darauffolgenden Saison 2018/19 erreichte er mit Leinster erneut das Meisterschaftsfinale; zum 18:15-Sieg über die Glasgow Warriors steuerte er einen Versuch bei.
Im Meisterschaftsfinale der Saison 2019/20, das Leinster mit 27:5 gegen Ulster Rugby für sich entschied, gehörte Ringrose erneut der Startformation an. Verletzungsbedingt verpasste er hingegen die Schlussphase der Saison 2020/21 und somit auch das Finale gegen Munster Rugby, das Leinster den vierten Meistertitel hintereinander bescherte. Sowohl 2022 als auch 2023 war Ringrose fester Bestandteil des Leinster-Teams, das jeweils den Einzug ins Finale des European Champions Cup erreichte, aber sich beide Male Stade Rochelais geschlagen geben musste.

### Nationalmannschaft
Bei 17 Begegnungen gehörte Ringrose dem Kader der irischen U20-Auswahl an. Unter anderem spielte er bei der Juniorenweltmeisterschaft 2014 in Neuseeland. Er erzielte drei Versuche und hatte großen Anteil daran, dass die Iren den dritten Platz belegten. Seine Leistungen bei diesem Turnier führten dazu, dass er zu den vier Nominierten für die Wahl des besten Junioren des Jahres gehörte (die Auszeichnung ging letztlich an Handré Pollard). Nationaltrainer Joe Schmidt nominierte ihn zwei Jahre später für die End-of-year Internationals 2016 der irischen Nationalmannschaft. Während Ringrose beim historischen ersten Sieg über Neuseeland in Chicago noch mit der Ersatzbank vorlieb nehmen musste, folgte sein erstes Test Match eine Woche später am 12. November 2016 beim 52:21-Sieg gegen Kanada. Seinen ersten Versuch in einem Test Match erzielte er dann zwei Wochen später gegen Australien. Beim Six Nations 2017 bestritt er alle fünf Spiele.
Aufgrund einer Knöchelverletzung, die er sich zu Jahresbeginn zugezogen hatte, fehlte Ringrose in den ersten drei Spielen des Six Nations 2018 im irischen Kader. Er erholte sich aber rechtzeitig wieder, um Robbie Henshaw zu ersetzen, der seinerseits verletzt ausfiel. Gegen England erzielte er einen Versuch und trug mitentscheidend zum Turniersieg der Iren bei, die außerdem einen Grand Slam schafften. Bei der Weltmeisterschaft 2019 bestritt er die Gruppenspiele gegen Schottland, Japan und Russland sowie das Viertelfinale gegen Neuseeland. Beim Six Nations 2020 erlitt er im Spiel gegen Italien einen Kieferbruch, worauf er längere Zeit pausieren musste. Hingegen konnte er beim Six Nations 2021 wieder vier Spiele bestreiten. Obwohl er bei diesem Turnier durchaus gute Leistungen gezeigt hatte, wurde Ringrose wegen einer Formschwäche nicht für die Südafrika-Tour der British and Irish Lions berücksichtigt. Beim Six Nations 2022, das die Iren auf dem zweiten Platz und mit einer Triple Crown beendeten, gehörte er in allen fünf Partien der Startformation an.
Am 12. März 2023 bestritt Ringrose auswärts gegen die Schotten sein 50. Test Match für Irland. Nach einem Zusammenprall mit Blair Kinghorn zog er sich eine Gehirnerschütterung zu, worauf er vom Spielfeld getragen werden musste. Er verpasste das abschließende Spiel des Six Nations 2023 gegen England, in dem sich die Iren den Turniersieg und einen weiteren Grand Slam sicherten. Nach einem Monat Pause war er jedoch wieder einsatzbereit.

## Erfolge
Leinster Rugby:
- Meister Pro 14: 2018, 2019, 2020, 2021
- Meisterschaftsfinalist Pro 12: 2016
- Sieger European Rugby Champions Cup: 2018
- Finalist European Rugby Champions Cup: 2019, 2022, 2023

Irland:
- Sieger Six Nations: 2018, 2023
- Grand Slam: 2018, 2023
- Triple Crown: 2018, 2022, 2023